# محمدمهدی رحیمی
محمدمهدی رحیمی (زادهٔ ۳ تیر ۱۳۸۲ در تهران) بازیکن بسکتبال اهل ایران است که برای باشگاه بسکتبال مهرام بازی می کند.

## افتخارات
- محمدمهدی رحیمی سابقه حضور در تیم ملی بسکتبال سه نفره ایران را دارد که همراه تیم ملی ایران به مقام نایب قهرمان رقابت‌های بسکتبال کاپ آسیا رسیده است.[۳][۴][۵][۶][۷][۸][۹][۱۰][۱۱][۱۲][۱۳][۱۴]
- رحیمی همچنین در بازی‌های آسیایی هانگژو همراه تیم ملی بسکتبال ایران بود.[۱۵]

## پیوندهای بیرونی
- محمدمهدی رحیمی در اینستاگرام
- محمدمهدی رحیمی در fiba.basketball (انگلیسی)
- محمدمهدی رحیمی در Eurobasket.com (انگلیسی)
- محمدمهدی رحیمی در RealGM (انگلیسی)